# 森羅万象 (サークル)
森羅万象(しんらばんしょう)は、東方Projectアレンジを中心に活動する日本の同人音楽サークルである。
2008年に結成された。同年、同サークルのメンバーの内、kaztoraとlily-anの二人がLizTriangleを結成して以来、しばらくの間活動を休止していたが、2012年の博麗神社例大祭より森羅万象での活動を再開。この時はlily-anの含まれるLizTriangleと並行していたこともあって、1年に1作品程度でCDがリリースされていた。
現在は、ポップスからテクノ、ミュージカルと音楽ジャンルにとらわれず幅広く活動をしている。

## メンバー

### 現メンバー
《あやぽんず*》ボーカルと広報を担当している。1月11日生まれのA型。イメージカラーはイエロー。
《あよ》ボーカルを担当している。6月11日生まれ。イメージカラーはムラサキ。好きな野菜はナス。
《kaztora》森羅万象の代表。作曲と編曲を担当している。12月16日生まれのB型｡　
《azuki》作詞を担当している。6月20日生まれのO型。
《Hedonist》編曲、ミックス、マスタリングを担当している。1月6日生まれのA型。イメージカラーはピンク｡

### 旧メンバー
《pira》ベースと制作を担当していた。10月8日生まれのA型。2022年、シンクロ4の制作をもって脱退した。

## 来歴
2008年にkaztora,azukiにて結成された。一時期活動を休止するが、2012年に活動を再開した。その際にベーシストのpiraが加わる。
2016年12月 あやぽんず＊が加入。
2017年5月 あよが加入。
2019年8月 Hedonistが加入。
2022年5月 piraが脱退。

## 作品

### アルバム
- 東方連歌（2008年）
- あの日の夢のアリス（2012年）
- パライソ（2013年）
- Doppel（2014年）
- その日私は空を見上げた（2015年）
- M other（2016年）
- シアワセエゴイスト（2016年）
- 悪戯センセーション（2017年）
- シンクロ（2017年）
- Season 4 you（2017年）
- シンクロ2（2018年）
- ネタミニティ（2018年）
- あの日の夢のアリス 〜DAYDREAM（2018年）
- シンクロ3（2018年）
- エイセイパレード（2019年）
- シンラミュージアム（2019年）
- 東方歌ってみた（2019年）
- OYATU 3時の世界作戦（2019年）
- アナザーセンセーション 〜Extra Vocal Best（2019年）
- カリスマ煉獄天神（2020年）
- 愛を取り戻せ！！東方（2021年）（COOL&CREATEとのコラボ作品）
- シンクロ0（2021年）
- あるまげどん（2021年）
- シンラミュージアム2号館（2021年）
- シンクロ4（2022年）
- 君と世界の終わりに（2022年）
- リカレイド（2023年）
- シンラトライアングル（2023年）（Liz Triangleとのコラボ作品）
- 森羅万象 東方BEST ALBUM『ぽっぷ』/森羅万象 東方BEST ALBUM『エモ』（2023年）
- 世界征服記念日（2024年）
- シンクロ5（2024年）
- 東方言えるかな（2024年）（ちょこふぁんとのコラボ作品）
- 森羅万象 東方BEST ALBUM『あやぽセレクション』/森羅万象 東方BEST ALBUM『あよセレクション』(2025年)

### シングル・EP
- 銀河超夢重力エトワール（2016年）
- エピック・リカバリー（2017年）
- らぴっど☆プリンセス（2017年）
- 純情アルメリア（2017年）
- YummyYummy! Raspberry!（2017年）
- children’s game（2017年）
- Season 4 you（2017年）
- 雨、時々、カランコロン（2018年）
- キラメキ居残り大戦争（2018年）
- 世紀末SOS（2018年）
- チルノは覚醒サマーデイズ！（2018年）
- ははうさぎ（2018年）
- スパロウグロウ（2018年）
- ふたりあわせ（2019年）
- デンデラパーティーナイト（2019年）
- O!WEN! ～ がんばれ☆がんばれ☆オーエンソング（2019年）（COOL＆CREATE、DiGiTAL WiNGとのスリーマン作品）
- Face Trick（2019年）
- U r my Nightmare（2020年）
- SF（2020年）
- 革命のbullet（2020年）
- オブサーバーズセオリー（2020年）
- toge（2020年）
- リンゴロンゴ（2020年）
- 夜間飛行（2021年）
- 脳味噌リジッドガール（2021年）
- Your Story（2022年）
- おまたせピッピ♡にゃん³（2022年）
- ダイナマイト（2022年）
- 神様は謡う（2022年）
- スカーレット革命（2022年）
- Oh my！Follow me（2022年）（La prièreとのコラボ作品/配信限定）
- ラブアンドクラウンピース（2022年）
- #病みカワ（2023年）（La prièreとのコラボ作品/配信限定）
- リリカル春√くん（2023年）
- ア・シンメトリー（2023年）
- あうんどばいみ～ピアノボーカルVer（2023年）
- 紅のひろば22　スペシャルディスク（2024年）
- OHO・SHI・KA・TSU（2024年）
- ちょこっとだけいいですか？　森羅万象ver.（2024年）（配信限定）
- 毅然の理想論（2024年）
- 東方いえるかな（2024年）（ちょこふぁんとのコラボ作品）
- 激安ショップ宝島（2024年）
- C&C（2025年）
- Wish a Shooting Star（2025年）

### おまけCD等
- C91会場限定おまけCD（2016年）
- 第14回博麗神社例大祭会場限定おまけCD（2017年）
- C92会場限定おまけCD（2017年）
- C93会場限定おまけCD（2017年）
- 第15回博麗神社例大祭会場限定おまけCD（2018年）
- C94会場限定おまけCD（2018年）
- C95会場限定おまけCD（2018年）
- 第16回博麗神社例大祭会場限定おまけCD（2019年）
- C96会場限定おまけCD（2019年）
- 森羅万象スターターメドレー（2019年）
- C99会場限定おまけCD（2021年）
- 第19回博麗神社例大祭会場限定おまけCD（2022年）
- 森羅万象スターターメドレー2022（2022年）（DLカードの頒布）
- 第20回博麗神社例大祭会場限定おまけCD（2023年）
- I Love You 赤羽（2023年）
- リカレイド NONSTOP DJ MIX（2023年）（DLカードの頒布）
- 第10回博麗神社秋季例大祭会場限定おまけCD（2023年）
- M3-2024春会場限定おまけCD（2024年）
- 第21回博麗神社例大祭会場限定おまけCD（2024年）
- ボク高円寺（2024年）
- 第11回博麗神社秋季例大祭会場限定おまけCD（2024年）